# Orda Bukeyev
L'Orda Bukey (in russo Букеевская Орда?, Bukeyevskaya Orda), era un khanato autonomo situato a nord del Mar Caspio, tra gli Urali e il fiume Volga. Il khanato esistette dal 1801 al 1845, fino a quando la carica di khan fu abolita e l'area fu completamente assorbita nell'amministrazione dell'Impero russo.

## Storia
Dal 1836 al 1838, sotto il comando di Isatay Taymanuly e di Makhambet Otemisuly, nella regione si verificò una rivolta contro il dominio di Zhangir Khan; la rivolta infine fu soppressa. Nel 1845, in seguito alla morte di Zhangir Khan, la carica di khan fu abolita e l'area passò gradualmente sotto l'amministrazione civile russa.